# Beccadelli di Bologna
Beccadelli di Bologna è una famiglia della nobiltà siciliana.

## Storia
La famiglia era originaria di Bologna e si trasferì a Palermo all'inizio del XIV secolo con Vannino Beccadelli, assumendo il cognome "di Bologna", in seguito portato dai discendenti, spesso volgarizzato in "Bologni".
Il figlio di Vannino, Enrico, fu il padre di Antonio Beccadelli detto il Panormita, precettore del re Alfonso I di Napoli. L'altro figlio, Carlo, fu padre di Simone, arcivescovo di Palermo.
Il Panormita si trasferì alla corte di Alfonso V a Napoli e ottenne nel 1450 la cittadinanza di questa città ("oriundum et naturalem civem Neapolitanum tota sua vita durante"). Nel 1455 il matrimonio del Panormita con la nobildonna Laura Arcella favorì il definitivo inserimento nell'aristocrazia napoletana della famiglia Beccadelli, la quale venne aggregata al sedile di Nido. Dopo la morte del Panormita, il figlio Antonino fu nominato capitano di Agropoli e di Castellabate da Ferrante d'Aragona; sposata in prime nozze la nobile Giulia Di Sangro, Antonino ne ebbe Antonio, noto per la sfortunata storia d'amore con Giovanna d'Aragona narrata dal Bandello e che ispirò anche Webster e Lope de Vega. Il dramma nasceva dal fatto che, pur appartenendo i Beccadelli di Bologna all'aristocrazia di Napoli, non facevano parte delle famiglie feudali più importanti e pertanto Antonio non era ritenuto degno di sposare una donna di sangue reale qual era Giovanna d'Aragona, figlia di Enrico di Gerace a sua volta figlio naturale di Ferrante I re di Napoli.
Nel XVI secolo, il ramo della famiglia Beccadelli rimasto a Palermo aveva le sue case nell'attuale piazza Bologni, dove oggi si trova palazzo Alliata di Villafranca. Anche se non rimane traccia delle preesistenti case di Carlo (o Cola) di Bologna, ne testimonia l'esistenza il nome della piazza deriva, così come la retrostante via Panormita ricorda il luogo dove nacque il poeta.
Fu un Pietro Beccadelli ad aggiungere ai titoli di marchese d'Altavilla e di marchese della Sambuca, quello di principe di Camporeale il 16 settembre del 1664. Fra i principi di Camporeale svolsero importanti funzioni diplomatiche e politiche Pietro (1697–1781) e suo figlio Giuseppe (1726-1813) il quale nel 1776 sarà il successore del Tanucci alla guida del governo napoletano. Nel 1848 Domenico Beccadelli di Bologna (1826-1863) votò la decadenza dei Borboni. Il ramo primogenito della famiglia si estinse con la morte di Paolo Beccadelli di Bologna, che fu deputato, senatore del Regno d'Italia e sindaco di Palermo. Erede di numerosi titoli (decimo principe di Camporeale, settimo duca d'Adragna, undicesimo marchese d'Altavilla, nono marchese della Sambuca, barone di San Giacomo li Comici, patrizio napoletano e grande di Spagna di prima classe, ecc.) Paolo era privo di eredi maschi. Sua figlia Maria Anna Beccadelli e Maniace Ventimiglia dei principi di San Giorgi e dei duchi di Santa Maria, ultima principessa di Camporeale, sposò nel 1920 Filiberto Sallier de la Tour di Cordon, principe di Castelcicala e duca di Calvello.

## Principali esponenti
- Antonio Beccadelli detto il Panormita (1394 – 1471)
- Simone Beccadelli di Bologna (1419 – 1465)
- Antonio Beccadelli di Bologna (circa 1475 – dopo il 1513)
- Girolamo Beccadelli di Bologna (fine XV secolo - 1560)
- Pietro Beccadelli di Bologna (1697 – 1781)
- Giuseppe Beccadelli di Bologna (1726 – 1813)
- Domenico Beccadelli di Bologna (1826 – 1863)
- Maria Beccadelli di Bologna (1848 – 1929)
- Paolo Beccadelli di Bologna (1852 – 1918)